# Ашенбах, Ханс-Георг
Ханс-Георг Ашенбах (нем. Hans-Georg Aschenbach; род. 25 октября 1951, Броттероде, Тюрингия) — немецкий прыгун с трамплина, выступавший за сборную ГДР. Олимпийский чемпион, двукратный чемпион мира. Победитель Турне четырёх трамплинов.

## Карьера
В 1971 году Ханс-Георг Ашенбах выиграл национальное первенство и попав в состав сборной ГДР на Олимпиаду в Саппоро. Там он выступал только на нормальном трамплине, где показал скромное 31-е место.
С 1973 по 1976 годы неизменно становился абсолютным чемпионом ГДР, выигрывая соревнования как на нормальном, так и на большом трамплинах.
В 1973 году стал чемпионом мира по полётам на лыжах, первым в истории Восточной Германии. На чемпионате мира 1974 года, который прошёл в шведском Фалуне Ашенбах стал главным героем прыжковой части турнира, завоевав две золотые медали. При этом как на большом, так и на среднем трамплине его преимущество над серебряным призёром составляло более 15 баллов. В том же сезоне выиграл два этапа и общий зачёт Турне четырёх трамплинов.
Из-за серьёзной травмы колена участие Ашенбаха в Олимпиаде-1976 было под вопросом, но он успех вовремя восстановиться и выиграл золото на нормальном трамплине, показав лучшие прыжки в обоих попытках. На большом трамплине был восьмым.
После победы на Олимпиаде завершил карьеру, стал врачом. В конце 1980-х был главным врачом прыжковой сборной ГДР. Во время соревнований в западногерманском Хинтерцартене попросил у властей ФРГ политического убежища, отказавшись возвращаться в ГДР. Также он разоблачил допинговую систему, которая существовала в ГДР и признался, что сам принимал анаболические стероиды на протяжении восьми лет.
С 1993 года проживает и работает врачом общей практики во Фрайбурге.